# Tùng Đài

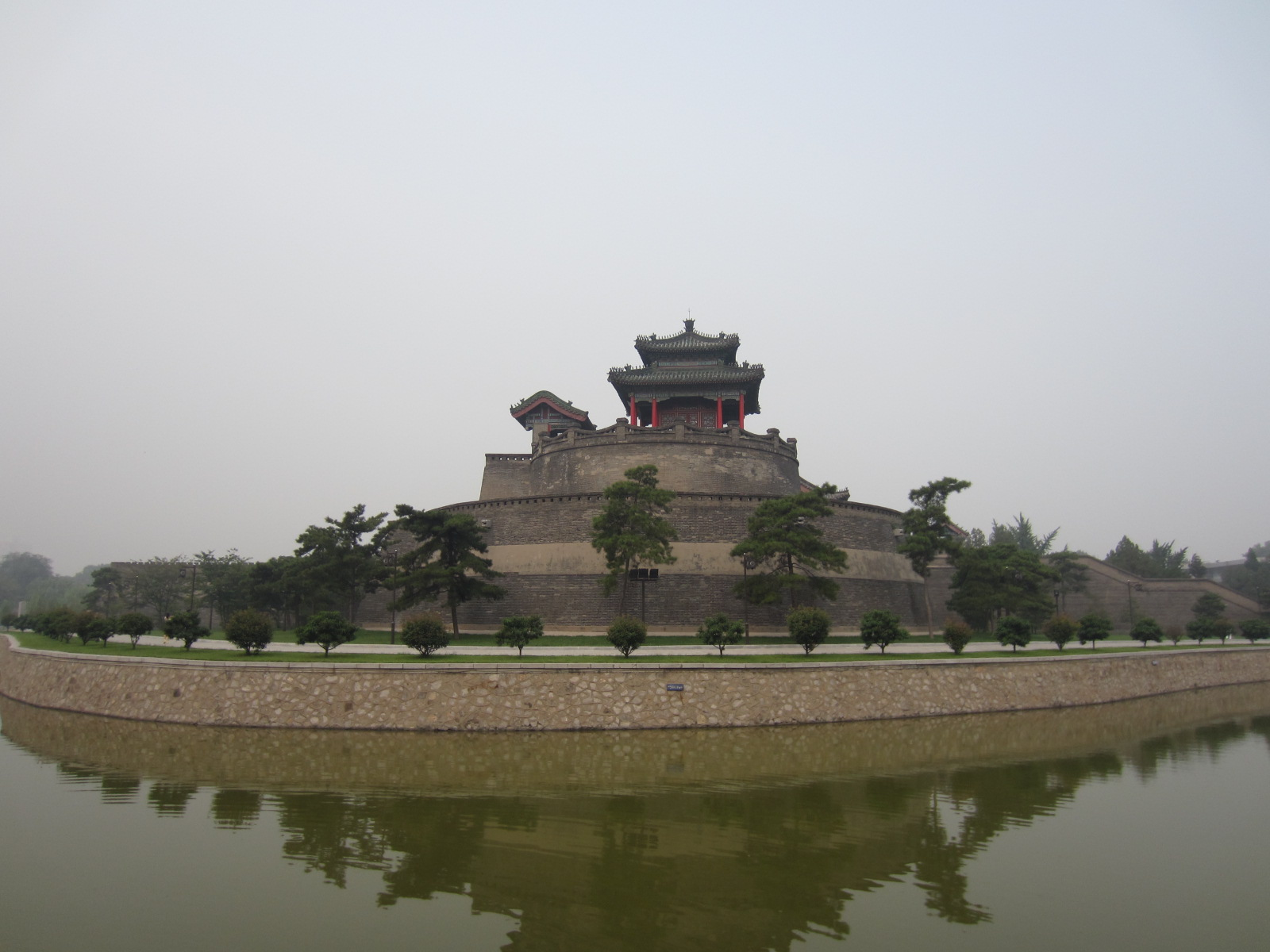
Tùng Đài

Tùng Đài (giản thể: 丛台区; phồn thể: 叢台區; bính âm: Cóngtái Qū) là một khu của địa cấp thị Hàm Đan, tỉnh Hà Bắc, Trung Quốc.

### Nhai đạo
| - Nhân dân Lộ (人民路街道) - Trung Hoa (中华街道) - Tùng Đài Đông (丛台东街道) - Tùng Đài Tây (丛台西街道) - Quang Minh Kiều (光明桥街道) | - Thấm Hà (沁河街道) - Hòa Bình (和平街道) - Liễu Lâm Kiều (柳林桥街道) - Liên Phưởng Đông (联纺东街道) - Liên Phưởng Tây (联纺西街道) |

### Hương
- Tô Tào (苏曹乡)